# Misjonarska miłość. Matka Teresa w teorii i w praktyce
Misjonarska miłość. Matka Teresa w teorii i praktyce – książka autorstwa pisarza i dziennikarza Christophera Hitchensa, w której autor poddaje krytycznej ocenie życie i działalność Matki Teresy z Kalkuty. Zarzuty dotyczą zarówno sposobu prowadzenia finansowej strony działalności jak i etycznych aspektów gloryfikowania biedy i cierpienia. Hitchens wskazuje, że głównym celem działalności Matki Teresy było krzewienie chrześcijaństwa oraz, wynikających z polityki Kościoła, przekonań w sprawach społecznych (sprzeciw wobec antykoncepcji, aborcji) oraz kładzie nacisk na olbrzymi kontrast pomiędzy wizerunkiem Matki Teresy kreowanym w środkach masowego przekazu a świadectwami ludzi którzy, tak jak byli współpracownicy Zgromadzenia Misjonarek Miłości, podawali w wątpliwość metody stosowane przez zgromadzenie. Książka jest kontynuacją krytyki Matki Teresy zawartej w filmie dokumentalnym „Hell's Angel: Mother Teresa by Christopher Hitchens”. W związku z powyższą krytyką Christopher Hitchens został poproszony o bycie świadkiem podczas procesu beatyfikacyjnego Matki Teresy w 2002.